# 이십삼각형

이십삼각형(二十三角形)이란 변이 23개인 다각형이다. 내각의 합은 3780도이므로, 정이십삼각형의 한 내각의 크기는 약 164.347826도이다.
한 외각의 크기는 약 15.652도이다
23은 {\displaystyle 2^{u}3^{v}+1\,} 꼴의 피어폰트 소수가 아니므로 이 다각형은 작도는 불가능하며 각의 삼등분과 뉴시스 작도를 이용해서도 작도할 수 없다.